# Трапезников, Валерий Владимирович
Вале́рий Влади́мирович Трапе́зников (19 марта 1947, Нытва, Пермская область) — депутат Госдумы РФ VI созыва. Член думского комитета по труду, социальной политике и делам ветеранов. Член Президиума Генерального совета Партии «Единая Россия». До избрания в Госдуму — токарь Пермского завода ОАО «Стар». Получил известность идеями ввести звание «Герой Труда Российской Федерации» и ограничить размер золотых парашютов для топ-менеджеров, которые были немедленно поддержаны Владимиром Путиным.

## Биография
Трудовую деятельность начал в 1962 году слесарем Пермской приборостроительной компании. С 1964 года по 2011 год работал токарем на Пермском заводе ОАО «Стар». Активно занимался профсоюзной деятельностью, являлся неосвобождённым председателем профкома цеха. В прессе часто упоминается как «токарь с 50-летним стажем».
В октябре 1999 года был в списке кандидатов в депутаты Госдумы РФ от избирательного блока «Отечество — вся Россия», но выборы не прошёл.
В Госдуму VI созыва рекомендован движением «Профсоюзы России — на выборы», выдвинут партией «Единая Россия».
Как сообщил в своей декларации сам Трапезников, общий доход токаря за 2010 год составил 343 тысячи 134 рубля (зарплата и пенсия). У Трапезникова есть две квартиры в Пермском крае (67,1 м² — в совместной собственности и 57, 7 м²), автомобиль Toyota Avensis. Супруга депутата зарабатывает 1,5 млн руб в год.
Весной 2012 года внимание общественности привлекла беседа Трапезникова с Аразом Агаларовым в радиостудии и телестудии газеты «Комсомольская правда», в ходе которой токарь энергично убеждал миллиардера делиться нажитым богатством с малоимущими слоями населения.
29 марта 2013 года на конференции Общероссийского народного фронта в Ростове-на-Дону предложил учредить в России звание «Герой Труда» и ограничить размер золотых парашютов для увольняемых топ-менеджеров. Оба предложения были сразу поддержаны ведущим конференции Президентом РФ В. Путиным, указ о введении почётного звания подписан в тот же день. Ранее, в августе 2012 года, о возвращении звания «Герой Труда» высказывался Игорь Холманских, с мая 2012 года полпред президента в Уральском федеральном округе и бывший начальник цеха Уралвагонзавода, а также Андрей Исаев, председатель думского комитета по труду, и Дмитрий Рогозин, зампред правительства по ОПК, предложивший награждать также и трудовые коллективы ОПК.
«Моя политическая карьера сложилась довольно-таки удачно», — сказал Трапезников в 2012 году в интервью журналистам.
В 2016 году проиграл праймериз «Единой России» в Пермском крае, но был выдвинут партией в составе партийного списка в Законодательное собрание Пермского края. Был избранным депутатом областного заксобрания, на съезде ОНФ в конце осени планировалось назначить Трапезникова ответственным за региональное отделение. 
Участвуя в XVI съезде партии «Единая Россия» 21-22 января 2017 г., выступил с заявлением о дефиците рабочих специальностей, людей, готовых и способных работать в условиях современной экономики.

## Награды
- Медаль ордена «За заслуги перед Отечеством» II степени (12 июня 2013 года) — за большой вклад в развитие российского парламентаризма и активную законотворческую деятельность[13]

## Семья
Женат, имеет дочь и внуков.